# Li Gotami Govinda

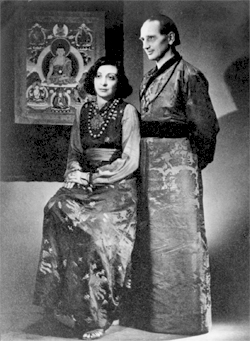
Govinda a Li Gotami po svatbě v roce 1947.

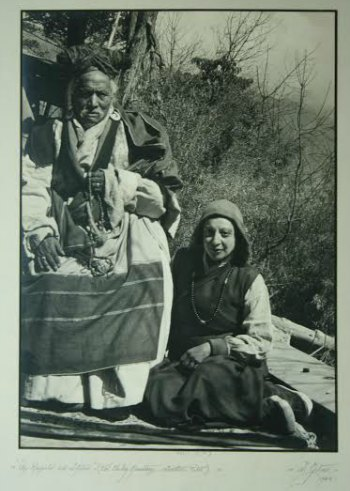
Li Gotami v Tibetu s Ajo Repa Rinpočhem v roce 1948.

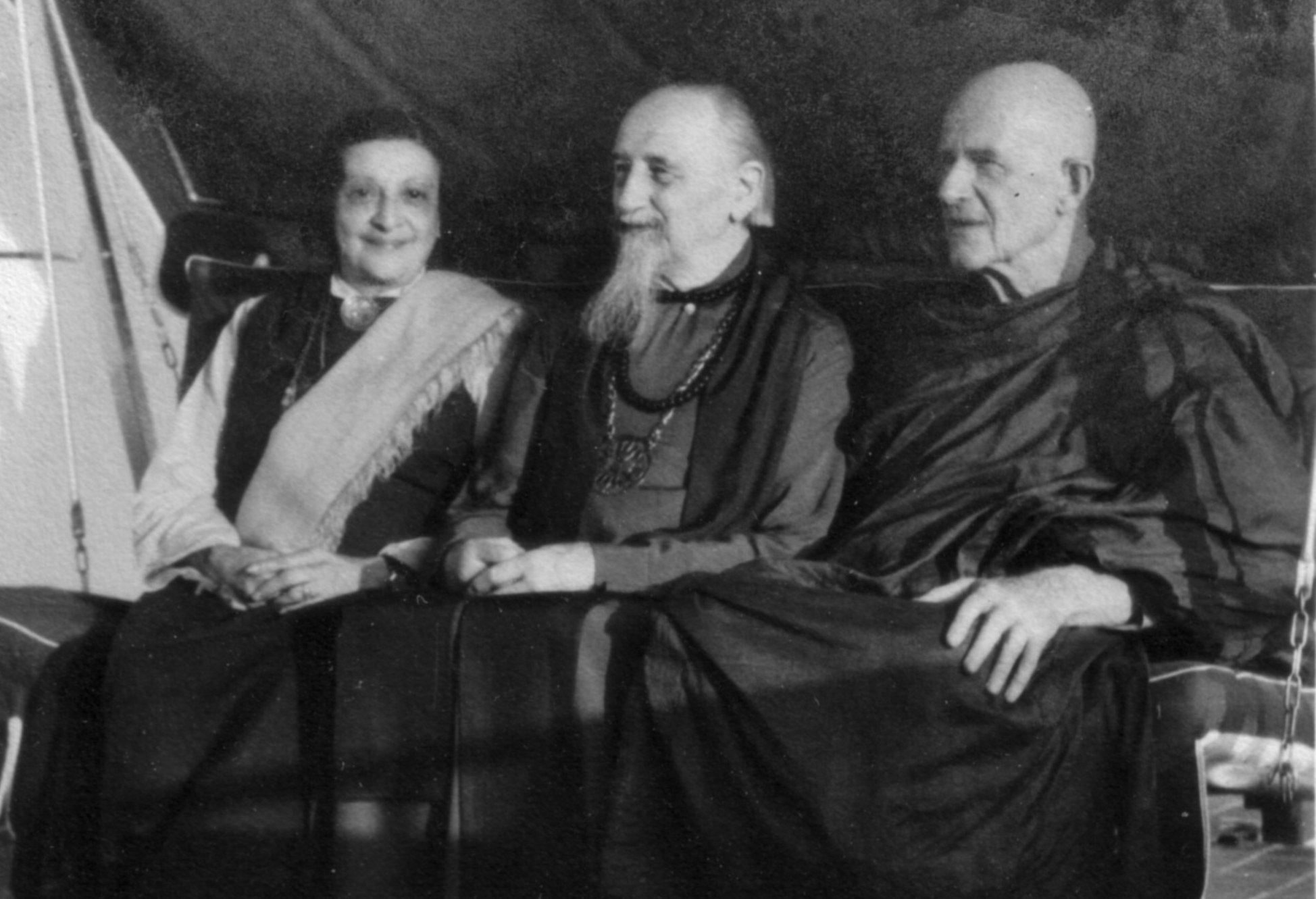
Li Gotami, Govinda a Nyanaponika Thera na konci 60. nebo na začátku 70. let. Pravděpodobně fotografováno v Německu nebo ve Švýcarsku.

Li Gotami Govinda (roz. Ratti Petit, 22. dubna 1906, Bombaj – 18. srpna 1988, Puné) byla indická malířka, fotografka, spisovatelka a skladatelka. Byla také zručná v baletu a scénickém umění. Byla známá tím, že konvertovala k mahájánovému buddhismu a cestovala po Tibetu.

## Životopis
Ratti Petit se narodila 22. dubna 1906 v Bombaji do zámožné rodiny Pársů. Její rodina vlastnila všeobecnou nemocnici Bomanjee Dinshaw Petit Parsee v Cumbala Hill v Bombaji. Gotami měla alespoň jednu sestru, Coomie Vakharii, a jednoho bratra, Maneckji Petita. Vzdělání získala v Anglii na škole v Harrow on the Hill a později na Slade School of Fine Art v roce 1924. Ratti Petit hodně cestovala po Evropě, než se ve svých třiceti letech vrátila do Indie. V Indii pracovala s umělkyní Manishi Dey, která ji představila na Bengálské umělecké škole, která ji výrazně ovlivnila. Petit si vzala sběratele umění a kritika Karla Jamšeda Khandalavala ve třicátých letech 20. století. Manželství však bylo krátké. Petit také spoluzaložila v Bombaji umělecký spolek Camera Pictorialists ve 30. letech 20. století.
Petit v roce 1934 odcestovala za filosofem Rabíndranáthem Thákurem do jeho ášramu v Šantiniketanu, aby studovala tanec manipuri u umělce Nandalal Bose. Podle neteře Li Gotami, Sylly Malvi, „její rodiče nebyli šťastní, že odešla. Můj dědeček dokonce poslal svého bratra (Maneckji Petit), aby ji zkontroloval.“ Petit strávila v Šantiniketanu 12 let. Získala také diplomy na uměleckých a hudebních školách. Setkala se s malířem Abanindranathem Thákurem, který učil na umělecké škole o osm let později. Tagore byl Petitovými obrazy ohromen a stal se jejím mentorem. Podle Malviho „absolutně uctívala Abanindranath Thákura. Byl to on, kdo jí řekl, že vyniká v náboženských a dětských obrazech.“
Na Šantiniketanu Petit také studovala u Anagariky Govindy, bolivijsko-německého profesora Vishwa Bharati University. Petit se za Govindu provdala v roce 1947 ve čtyřech samostatných obřadech. Civilní obřady se konaly v Bombaji a Dárdžilingu a svatební obřady „láma“ v údolí Čumbi provedli Ajo Rinpoče a sám Govinda. Petit konvertovala k mahájánovému buddhismu a přijala jméno Li Gotami, proti vůli svých zbožných zoroastrijských rodičů. Govinda, který v roce 1938 získal britské občanství, se stal v roce 1947 občanem Indie. Pár žil v domě pronajatém od spisovatele Waltera Evans-Wentze v Kasar Devi poblíž Almory v severní Indii. Kasar Devi, v kruzích hippies známých jako „ Crank's Ridge“, byla bohémská kolonie, domov umělců, spisovatelů a duchovních hledajících, jako jsou Earl Brewster, Alfred Sorensen nebo John Blofeld. Mnoho duchovních hledajících, včetně Beat Poets Allen Ginsberg a Gary Snyder, guru LSD Timothy Leary a Ralph Metzner, psychiatr RD Laing a tibetolog Robert Thurman, navštívili Govindu v jeho ášramu. Počet návštěvníků byl nakonec však tak velký, že pár nakonec vydal prosbu, aby zabránil nechtěným návštěvníkům.
Z Kasar Devi se Li Gotami a Govinda vydali v letech 1947–1949 na několik expedic do středního a západního Tibetu. Expedice financoval magazín The Illustrated Weekly of India. Během těchto expedic vytvořili velké množství obrazů, kreseb a fotografií. Tyto cesty jsou popsány v Govindově knize The Way of the White Clouds (Cesta bílých mraků). Li Gotami a Govinda se v červenci 1948 vydali na výpravu do Tsaparangu v západním Tibetu a do starobylého města přijeli v září. Vydrželi drsné podmínky v opuštěném městě a uchýlili se v surové kamenné chatě s drsnými interiéry a ukoptěnými zdmi. Jedli dvě jídla denně, skládající se z kaše a chappatis, vařené pomalu yak hnoje a klestu požárů. Teplota byla tak nízká, že by čaj zmrzl uvnitř šálku, pokud by nebyl rychle spotřebován. Pár zůstal ve městě nejméně do prosince 1948, pečlivě fotografoval, skicoval a sledoval přežívající fresky.
Fotografie fresek Tsaparang pořízených Li Gotamim, stále neporušené, se objevují v Govindově The Way of the White Clouds (Cestě bílých mraků) Foundations of Tibetan Mysticism (Základy tibetské mystiky) a Tibet in Pictures (Tibet v obrazech, spoluautor s Li Gotami). Fotografie Li Gotami z Tibetu z konce 40. let jsou jednou z posledních významných obrazových dokumentací místního života před čínskou okupací Tibetu a následnou destrukcí během kulturní revoluce. Během expedic v letech 1947–1948 do Tibetu se Govinda a Li Gotami setkali s Ajo Repa Rinpočhem, který je podle Govindy zasvětil do školy tibetského buddhismu Kagyüpa.
Od roku 1955 žili Li Gotami spolu s Govindou na čtyřicetiakrovém statku v Almoře na severozápadě Indie, kde udržovali ášram a studovali malbu, buddhistická studia a meditaci. Ášram se nacházel v divočině a neměl přístup k elektřině ani tekoucí vodě. Z Indie v šedesátých a sedmdesátých letech podnikli několik přednáškových turné, které je zavedly do celého světa. V roce 1960 odešel Govinda do Evropy jako zástupce tibetského buddhismu na mezinárodní náboženskou konferenci v Benátkách. Následně odešel do Anglie, Německa, Švýcarska, Rakouska a Nizozemska. V roce 1965 absolvoval přednáškové turné po Německu, Francii a Švýcarsku a v letech 1968–69 po USA a Japonsku. Govinda podnikal světová turné v letech 1972–73 a 1974–76. V roce 1977 navštívil Německo.

## Smrt
Na začátku 70. let byli Li Gotami a Govinda pozváni americkými buddhistickými učenci, aby žili ve Spojených státech. Pár původně žil v Sausalito v Kalifornii a později se ze zdravotních důvodů usadil v Mill Valley v oblasti San Francisco Bay. Li Gotami trpěla Parkinsonovou chorobou a Govinda od roku 1975 prodělal několik mrtvic. Pár byl v péči Alana Wattse a Šunrjúa Suzukiho ze San Francisco Zen Center. Během večerní diskuse dne 14. ledna 1985 Govinda najednou pocítil ostrou bolest v krku, která cestovala dolů. Lehl si na pravý bok a zemřel se smíchem. Li Gotami žila se svým manželem v Mill Valley až do své smrti. Několik měsíců po smrti svého manžela se Li Gotami vrátila do Indie, aby žila se svou rodinou. Zemřela v Puné, Maharaštra dne 18. srpna 1988.
Mnoho z jejích uměleckých děl a fresek z Tibetu se nachází ve sbírce Chhatrapati Shivaji Maharaj Vastu Sangrahalaya v Bombaji. Dne 2. února 2008 muzeum otevřelo výstavu s názvem Tibet očima Li Gotami. Výstava představovala výběr jejích fotografií a náčrtů fresek.

## Dílo
- Tibet in Pictures. Berkeley 1979, Vol. 1 ISBN 0913546577, Vol. 2 ISBN 0913546585
- Tibetan Fantasies: Paintings, Poems, and Music. Emeryville, Cailf. 1976, ISBN 0913546488